# Parafia Podwyższenia Krzyża Świętego w Jastrzębiu-Zdroju
Parafia pw. Podwyższenia Krzyża w Jastrzębiu-Zdroju – rzymskokatolicka parafia w dekanacie jastrzębskim w archidiecezji katowickiej. Została erygowana 14 września 1983 roku.

## Opis
W latach 80. XX wieku parafia pw. Najświętszego Serca Pana Jezusa w Jastrzębiu-Zdroju została rozbudowana o osiedle nr VI – Osiedle B. Chrobrego. W związku z tym faktem powstała potrzeba wybudowania w tych okolicach nowego kościoła. Dnia 30 czerwca 1982 r. bp Herbert Bednorz wydał dekret, w którym ustanowił ks. Jana Joszko – wikariusza parafii macierzystej – budowniczym nowego kościoła. Projekt architektoniczny wykonali inż. Zdzisław Skulski i mgr inż. Andrzej Chanek, natomiast projekt konstrukcyjny mgr inż. Robert Szota. Autorem projektu witraży jest artysta plastyk Wiktor Ostrzołek. W 1982 roku powstała na miejscu przyszłego kościoła tymczasowa kaplica. Kaplicę oraz teren budowy poświęcił ks. Bp Ordynariusz 23 listopada 1982 r.
31 sierpnia 1983 zakończono wykopy pod fundamenty kościoła. Dnia 14 września bp H. Bednorz wydał dekret, w którym erygował nową parafię pw. Podwyższenia Krzyża Świętego, a miesiąc później 12 października ustanowił ks. Jana Joszko proboszczem tejże parafii.
Do nowej parafii poza osiedlem VI zaliczać się miały ulice: Astrów, Beskidzka, Bratków, Cieszyńska od nr 1-9 i 2-20, Goździków, Krokusów, Kusocińskiego, Leśna, Małopolska, Marusarzówny, Narcyzów, Stokrotnej i Zofiówka. Poświęcenia kościoła dokonał ks. bp Damian Zimoń 30 kwietnia 1986.
Od 2000 roku w parafii mieszkają siostry salezjanki. Prowadzą one Zespół Szkół Sióstr Salezjanek (publiczne gimnazjum i liceum ogólnokształcące) oraz oratorium dla dzieci z całego miasta.
Główną świątynią parafii jest kościół parafialny pw. Podwyższenia Krzyża Świętego (ul. Kusocińskiego 45). Poza kościołem w parafii funkcjonują także:
- kaplica Matki Bożej Uzdrowienia Chorych w Szpitalu Wojewódzkim (Aleja Jana Pawła II);
- kaplica w domu zakonnym Sióstr Córek Maryi Wspomożycielki (ul. Kusocińskiego 55);

## Proboszczowie
- ks. Jan Joszko (1982 budowniczy kościoła; 1983-1992 proboszcz)
- ks. Andrzej Tatarczyk (1992-1994 administrator; 1994-2005 proboszcz)
- ks. Marek Zientek (2005-nadal) – dziekan dekanatu Jastrzębie-Zdrój od 2008 r.